# Uroxys lojanus
Uroxys lojanus là một loài bọ cánh cứng trong họ Bọ hung (Scarabaeidae).